# Arvid Odencrants
Thor Arvid Emil Odencrants, född 7 augusti 1881 i Örgryte församling, Göteborgs och Bohus län,, död 14 september 1959 i Hedvig Eleonora församling, Stockholm, var en svensk fysiker och fotograf.
Odencrants blev filosofie doktor i Uppsala 1915 med avhandlingen Bidrag till frågan om fotografisk fotometri och docent i fysik vid Uppsala universitet samma år. År 1919 blev han docent i vetenskaplig fotografi vid Stockholms högskola, chef för Generalstabens fotografiska centrallaboratorium 1929 och erhöll professors titel 1933. Odencrants utgav flera skrifter, särskilt rörande den vetenskapliga fotograferingen och dess tekniska tillämpning fotogrammetri, reproduktionsteknik, fotografisk optik och flygfotografi med mera. Här kan nämnas Den moderna kinematografien, dess förutsättningar, arbetssätt och möjligheter (1926) och Fotografi och fotogrammetri. Bildtagning, bildläsning och bildmätning (1929). Han medverkade även, under signaturen Odts, i Svensk uppslagsbok.
Arvid Odencrants var son till Thor Herman Odencrants, häradshövding i Ås och Gäsene domsaga, Älvsborgs län. Han vilar på Uppsala gamla kyrkogård.